# Classic Loire-Atlantique 2024
De 24e editie van de wielerwedstrijd Classic Loire-Atlantique vond plaats op 16 maart 2024. De wedstrijd startte en finishte in La Haie-Fouassière en was 182,8 kilometer land. De wedstrijd maakte deel uit van de UCI Europe Tour, met de categorie 1.1, en de Coupe de France. Paul Lapeira won de wedstrijd door solo als eerste over de finish te komen.

## Uitslag
| Plaats  | Naam                | Ploeg                      | Tijd     |
| ------- | ------------------- | -------------------------- | -------- |
| Winnaar | Paul Lapeira        | Decathlon AG2R La Mondiale | 4u16'27" |
| 2       | Tom Van Asbroeck    | Israel Premier Tech Acad.  | + 19"    |
| 3       | Emmanuel Morin      | Van Rysel-Roubaix          | z.t.     |
| 4       | Pier-André Côté     | Israel Premier Tech Acad.  | z.t.     |
| 5       | Alexandre Delettre  | St Michel-Mavic-Auber93    | z.t.     |
| 6       | Anthony Perez       | Cofidis                    | z.t.     |
| 7       | Valentin Retailleau | Decathlon AG2R La Mondiale | z.t.     |
| 8       | Lewis Askey         | Groupama-FDJ               | z.t.     |
| 9       | Jordan Labrosse     | Decathlon AG2R La Mondiale | z.t.     |
| 10      | Axel Mariault       | Cofidis                    | z.t.     |
| 11      | Clément Alleno      | Burgos-BH                  | z.t.     |
| 12      | Jean-Louis Le Ny    | Nice Métropole Côte d'Azur | z.t.     |
| 13      | Jon Aberasturi      | Euskaltel-Euskadi          | z.t.     |
| 14      | Sam Bennett         | Decathlon AG2R La Mondiale | z.t.     |
| 15      | Julien Simon        | TotalEnergies              | z.t.     |
| 16      | Pierre Barbier      | Philippe Wagner/Bazin      | z.t.     |
| 17      | James Fouché        | Euskaltel-Euskadi          | z.t.     |
| 18      | Clément Venturini   | Arkéa-B&B Hotels           | z.t.     |
| 19      | Alexis Gougeard     | Cofidis                    | z.t.     |
| 20      | Noah Hobbs          | Groupama-FDJ               | z.t.     |

2000 · 2001 · 2002 · 2003 · 2004 · 2005 · 2006 · 2007 · 2008 · 2009 · 2010 · 2011 · 2012 · 2013 · 2014 · 2015 · 2016 · 2017 · 2018 · 2019 · 2020 · 2021 · 2022 · 2023 · 2024